# His Debt
His Debt è un film muto del 1919 diretto da William Worthington.

## Trama
Goro Mariyama, proprietario di una lussuosa casa da gioco, usa i proventi del casino per aiutare i poveri. Uno dei frequentatori del club, Blair Whitcomb, in seguito a una grossa perdita, accusa Goro di barare e, per vendicarsi, gli spara, ferendolo gravemente. Colpito a un polmone, Goro si salva solo per le cure di Gloria Manning, un'infermiera di cui lui si è innamorato. Goro resta sconvolto quando, dopo averle dichiarato il suo amore, scopre il legame sentimentale che lega Gloria a Whitcomb, il suo aggressore. Il giapponese riesce a convincere Whitcomb a venire a casa sua per saldare il debito di diecimila dollari di cui lui è creditore, ma giunge la polizia per arrestare l'americano in seguito a una chiamata di Goro. Gloria chiede a Blair di dire a Goro che non potrà mai amarlo a causa del fatto che loro due appartengono a razze differenti e che lei, invece, ama Blair, anche se quest'ultimo ha rischiato di diventare un assassino quando ha cercato di uccidere Goro. Il biscazziere lascia fuggire Blair dichiarando che quello è il suo modo di sdebitarsi con Gloria a cui lui deve la vita.

## Produzione
Il film, che fu prodotto dalla Haworth Pictures Corporation, venne girato negli studi Brunton.

## Distribuzione
Il copyright del film, richiesto dalla The Haworth Pictures Corp., fu registrato con il titolo The Debt l'8 aprile 1919 con il numero LU13575.
Distribuito dalla Robertson-Cole Distributing Corporation e dalla Exhibitors Mutual Distributing Company, il film uscì nelle sale cinematografiche statunitensi il 25 maggio 1919.
Non si conoscono copie ancora esistenti della pellicola che viene considerata presumibilmente perduta.